# Kurt Fürer

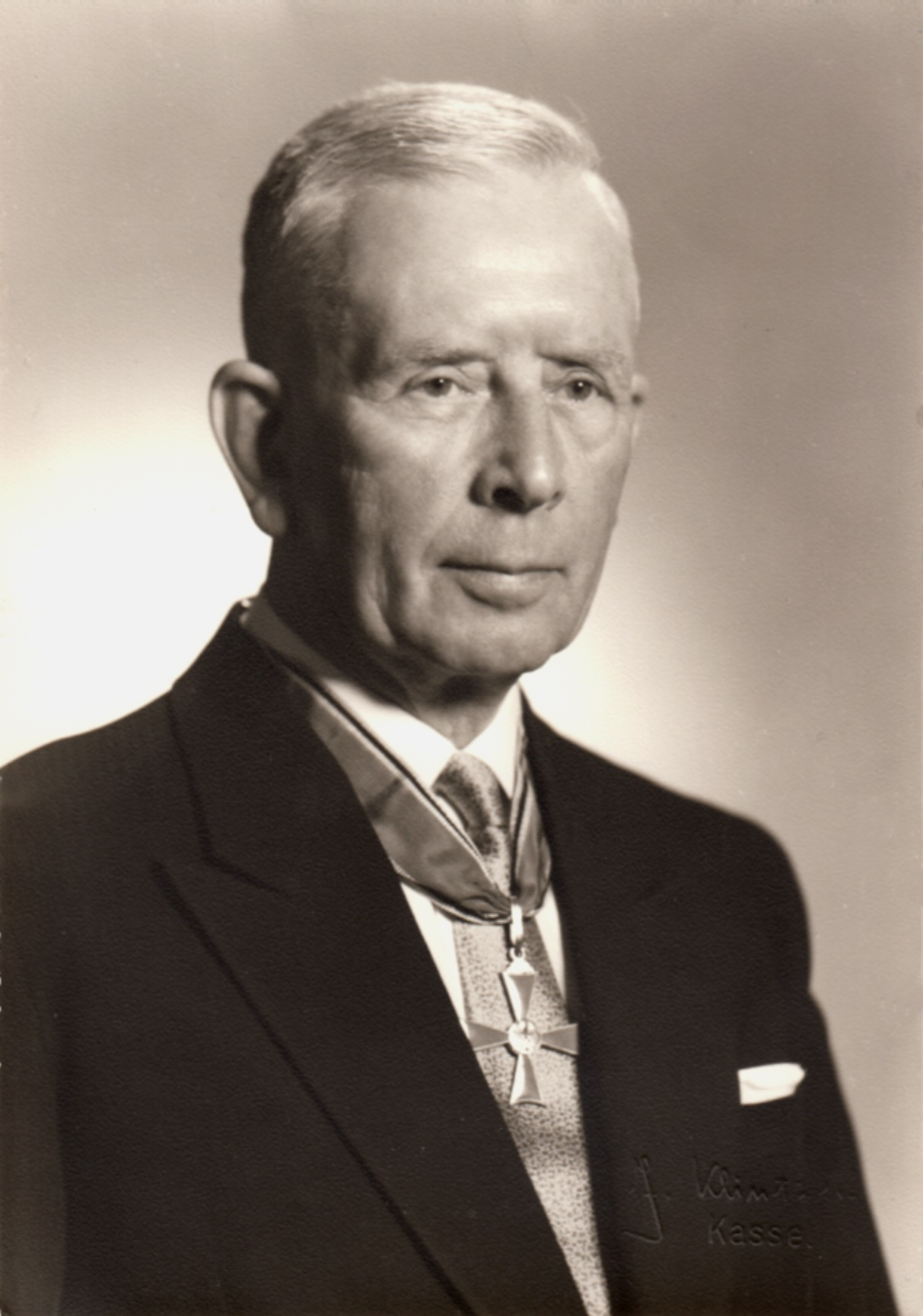
Kurt Fürer (1966)

Kurt Fürer (* 24. August 1900 in Ehringen, Hessen-Nassau; † 12. September 1988 in Kassel) war ein deutscher Wirtschaftsjurist.

## Leben
Als drittes Kind des reformierten Pfarrers Wilhelm-August Fürer besuchte Kurt Fürer ab 1909 die Oberrealschule in Schmalkalden. 1911 kam er auf die Friedrich-Wilhelm-Schule (Eschwege). 1912 schloss er sich dem Alt-Wandervogel an. Nach dem Kriegsabitur im Mai 1918 entschied er sich für den Soldatenberuf; als Fahnenjunker wurde er aber von einem Arbeiter- und Soldatenrat entlassen.

### Medizin
An der Georg-August-Universität Göttingen studierte er drei Semester Medizin. Im Spartakusaufstand kam er zur Einwohnerwehr Göttingen. Aus familiären Gründen wechselte er zum Wintersemester 1919/20 an die Schlesische Friedrich-Wilhelms-Universität. Dort initiierte er die Gründung des völkisch-antisemitischen Hochschulrings Deutscher Art, der sich Anfang 1920 auf einer riesigen Versammlung in der Aula Leopoldina konstituierte und bald die Mehrheit im AStA gewann. Von Carl Meinecke empfohlen, wurde Fürer am 15. Juni 1920 Mitglied beim Corps Borussia Breslau.

### Nationalökonomie und Jura

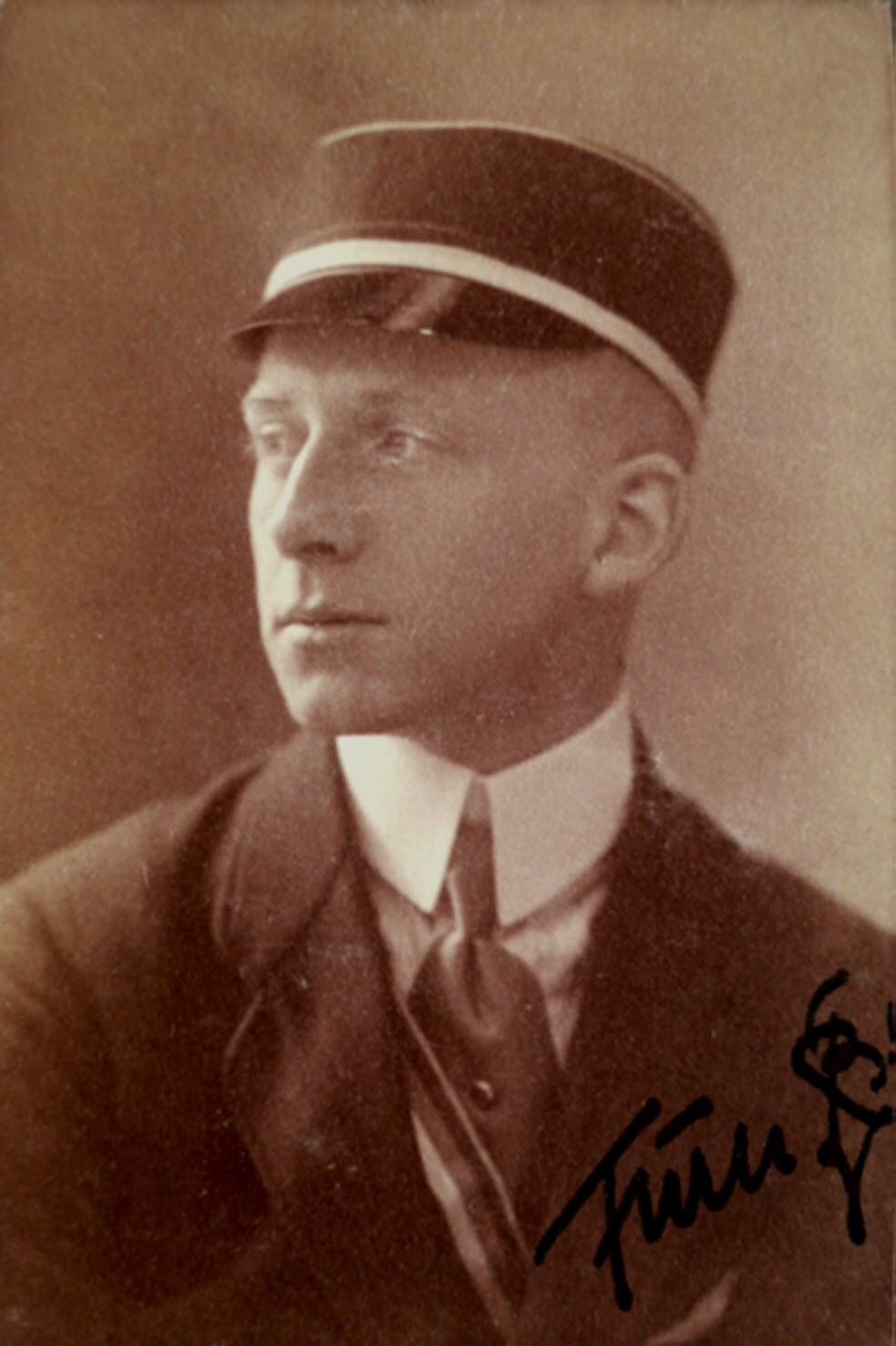
Kurt Fürer als Breslauer Preuße (1924)

Bevor er im Sommersemester 1921 zum Physikum antrat, entschloss er sich am 2. Mai, mit einigen Corpsbrüdern und Freunden im Hochschulring im Selbstschutz Oberschlesien die Aufstände in Oberschlesien zu bekämpfen. Nach seiner Rückkehr im Juni 1921 wechselte er zur Rechtswissenschaft und Nationalökonomie. Wegen Unstimmigkeiten mit seinem aktiven Corps wurde Fürer Ende 1921 von seinem Corpsburschen-Convent ohne Band entlassen.
Im Mai 1922 wurde er Assistent der Geschäftsführung bei der Vereinigung Breslauer Arbeitgeberverbände. Im Oktober promovierte er mit einer Arbeit zur Deutschen Inflation 1914 bis 1923. Am 1. März 1923 wechselte er in die Geschäftsführung der Zentralstelle Schlesischer Arbeitgeberverbände.
Am 1. März 1925 wurde er geschäftsführender Syndikus des Verbandes Schlesischer Metallindustrieller und des Arbeitgeberverbandes der Industrie in Breslau und Umgebung, des sog. Industriekartells. Im Januar 1927 bestand er das Referendarexamen. Mit einer Doktorarbeit bei Eugen Rosenstock-Huessy wurde er wenig später auch zum Dr. iur. utr. promoviert.
Um von der Handwerkskammer unabhängig zu werden, gründete er die Werkschulvereinigung Breslauer Metallindustrieller mit eigenem Schulgebäude und Lehrkörper. Von 1930 bis 1939 war er Geschäftsführer des Verbandes der Leder- und Hausschuhindustrie Schlesiens. 1932 wurde er in die Schlesische Provinzial-Synode der Evangelischen Kirche gewählt. Sofort nach dem Tag von Potsdam wurden alle Arbeitgeberverbände (auch Fürers Industriekartell) aufgelöst. Fürer ließ sich im Verbändehaus als Rechtsanwälte nieder.
Am 31. Mai 1933 vertrat Fürer sein Corps auf dem Kösener Congress. Nach vielen Beurlaubungen bestand er drei Monate später die Assessorprüfung. Sein Aufnahmegesuch in die NSDAP machte ihn zum Anwärter. Nach dem Röhm-Putsch wurde er aus den Listen der Anwärter gestrichen. Er meldete sich daraufhin als Reserveoffizieranwärter zur Reichswehr und übte in einer Ersatzkompanie des 51. Infanterie-Regiments. Von 1934 bis zur Schlacht um Breslau versah er die Geschäftsführung von Fachgruppen und Wirtschaftskartellen der deutschen Filzindustrie.

### Zweiter Weltkrieg
Als Leutnant erlebte er hinter Aachen und in Eupen-Malmedy den Aufmarsch der deutschen Armeen für den Westfeldzug. Später war er Oberleutnant und Kompanieführer an der französischen Atlantikküste. Das Oberkommando der Wehrmacht (OKW) schickte ihn im August 1941 als Sonderbeauftragten nach Südrussland. Im Januar 1942 als Oberleutnant d. R. aus dem Heer ausgeschieden, gehörte er fortan als Intendanturrat zur Rüstungsinspektion VIII. Von Juni bis November 1942 hielt er sich in der Ukraine, auf der Krim, im Kaukasus und in der Salzsteppe zwischen Kuma, Terek, Manytsch und Astrachan auf.
Als Oberstabsintendant wurde er Referent im OKW. Ab September 1943 war er Führer des Sonderkommandos VA Italien. Kurz nach dem Attentat vom 20. Juli 1944 wurde er von der SS verhaftet und misshandelt, aber entlassen. Bei Innsbruck erlitt er wenig später einen Verkehrsunfall. Mit schweren Verletzungen kam er in verschiedene Lazarette. Ende Juni 1945 wurde er schließlich aus einem amerikanischen Lazarett in Bad Hersfeld zu seinen Eltern nach Marburg entlassen.

### Nachkriegszeit
Im September 1945 fand er die erste Nachkriegsbeschäftigung in der Leitung einer Textilfabrik im heimatlichen Volkmarshausen. Im Dezember 1945 gründete er ein Unternehmen für Schuhe und Baustoffe. Er handelte mit Filzsohlen, Eisenschienen und Dachziegeln. Wie dreizehn Jahre zuvor erhielt er im Juli 1947 die Zulassung als Rechtsanwalt am Amts-, Land- und Oberlandesgericht Kassel. Seit dem 1. August 1947 in der Geschäftsführung der Industrie- und Handelskammer Kassel, wurde er am 3. November 1947 zum Hauptgeschäftsführer bestellt. Die Zulassung als Notar in Kassel (1948) nahm er nicht wahr. Er widmete sich Hessens Strukturpolitik und Neuindustrialisierung, der Zonenrandförderung und Bundesausbaugebieten. Von 1956 bis 1959 beteiligte er sich am Landesentwicklungsprogramm für Nordhessen. Am 31. August 1965 wurde er pensioniert.

### VAC
Seit 1951 Vorsitzender des AHSC Kassel, hielt er auf dem Kösener Festkommers 1953 die Ansprache. 1955–1957 und 1968–1977 vertrat er den Großbezirk Nordhessen-Südwestfalen im Gesamtausschuss des VAC. 1958 folgte er Werner Ranz als Vorsitzender des VAC-Vorstands Kassel. Aus gesundheitlichen Gründen trat er 1961 zurück.

## Ehrenämter
Unvollständige Liste
- Hessischer Landesplanungsbeirat
- Arbeitskreis für Wiedervereinigungsfragen
- Rechtsausschuss des  Deutschen Industrie- und Handelskammertags
- Deutsch-spanische Kommission für Berufsausbildung
- Verwaltungsrat des Europäischen Instituts für Berufsausbildung
- Landesschulbeirat Hessen
- Universitätsbeirat der Philipps-Universität Marburg
- Verwaltungsbeirat des Marburger Universitätsbundes
- Kuratorium der  Werkkunstschule Kassel
- Geschäftsführender Vorstand der Fördergesellschaft Staatstheater Kassel
- Vorstand des Fördervereins für die Ingenieurschule für Maschinenbau und Elektrotechnik zu Kassel
- Mitbegründer und Ehrenmitglied der Juristischen Gesellschaft zu Kassel
- Kuratorium und Vorstand der Stipendienstiftung der hessischen Industrie- und Handelskammern
- Synode der  Evangelischen Kirche von Kurhessen-Waldeck

## Ehrungen
- Schlesisches Bewährungsabzeichen
- Eisernes Kreuz I. Klasse (1940)
- Nahkampfspange
- Kriegsverdienstkreuz (1939)
- Ehrenmitglied der REFA, Bezirksverband Kassel-Hessen
- Ehrenplakette der Industrie- und Handelskammer Kassel
- Silberschale des VAC
- Großes Bundesverdienstkreuz (18. April 1966)
- Ehrenvorsitzender des AHSC Kassel
- Philipps-Plakette der Universität Marburg
- Kronenkreuz des Diakonischen Werkes

## Werke
- Nordhessen. Kurhessen-Waldeck-Fulda, in: Monografien deutscher Wirtschaftsgebiete. Verlag Gerhard Stalling 1956, 1965.
- Die Bundesrepublik Deutschland – Wirtschaftspartner der Welt. Stalling 1969.